# ماكوتو إيشي
ماكوتو إيشي (石井真 إيشي ماكوتو) هو مؤدي أصوات ياباني ولد في 24 فبراير 1976 في محافظة تشيبا.

## أدواره في الأنمي

### مسلسلات أنمي تلفزيونية
- فافنر في السماء الزرقاء - كازوكي ماكابي
- فافنر في السماء الزرقاء EXODUS - كازوكي ماكابي
- حفيد نوراريهيون - ريوتا نيكو
- غوين ساغا - أسترياس
- بوكيمون بلاك/وايت - كريس
- بلاسريتر - ليو
- الرمية الكبرى - كيوهيه أكيمارو
- الدموع الحقيقية - شينيتشيرو ناكاغامي
- نودامي كانتابيلي: باريس - رولاند شفاليير
- نودامي كانتابيلي: الخاتمة - رولاند شفاليير
- داركر ذان بلاك: المقاول الأسود - يو تسوجيساكي
- شانغري لا - كونيهيتو كوساناغي
- بلاك جاك 21 - لارغو
- يوميات المستقبل - ماسومي نيشيجيما
- مغامرة جوجو الغريبة: الماس لا ينكسر - ماسازو كينوتو

### أفلام أنمي
- فافنر في السماء الزرقاء HEAVEN AND EARTH - كازوكي ماكابي
- سيكاي-ايتشي هاتسوكوي: حالة تاكافومي يوكوزاوا - كازوما هينمي

## أدواره في ألعاب الفيديو
- تيلز أوف فيسبيريا - رابيد

## أدواره في الدبلجة اليابانية
- مراهقو التايتنز - لايتنينغ
- غلي - كيرت هامل

## وصلات خارجية
- ماكوتو إيشي على موقع IMDb (الإنجليزية)
- ماكوتو إيشي على موقع ميوزك برينز (الإنجليزية)
- ماكوتو إيشي على موقع قاعدة بيانات الفيلم (الإنجليزية)
- ماكوتو إيشي على موقع كينوبويسك (الروسية)
- ماكوتو إيشي على موقع ANN person (الإنجليزية)